# Paramuricea johnsoni
Paramuricea johnsoni is een zachte koraalsoort uit de familie Plexauridae. De koraalsoort komt uit het geslacht Paramuricea. Paramuricea johnsoni werd in 1878 voor het eerst wetenschappelijk beschreven door Studer. 